# Placówka Straży Granicznej I linii „Chośnica”

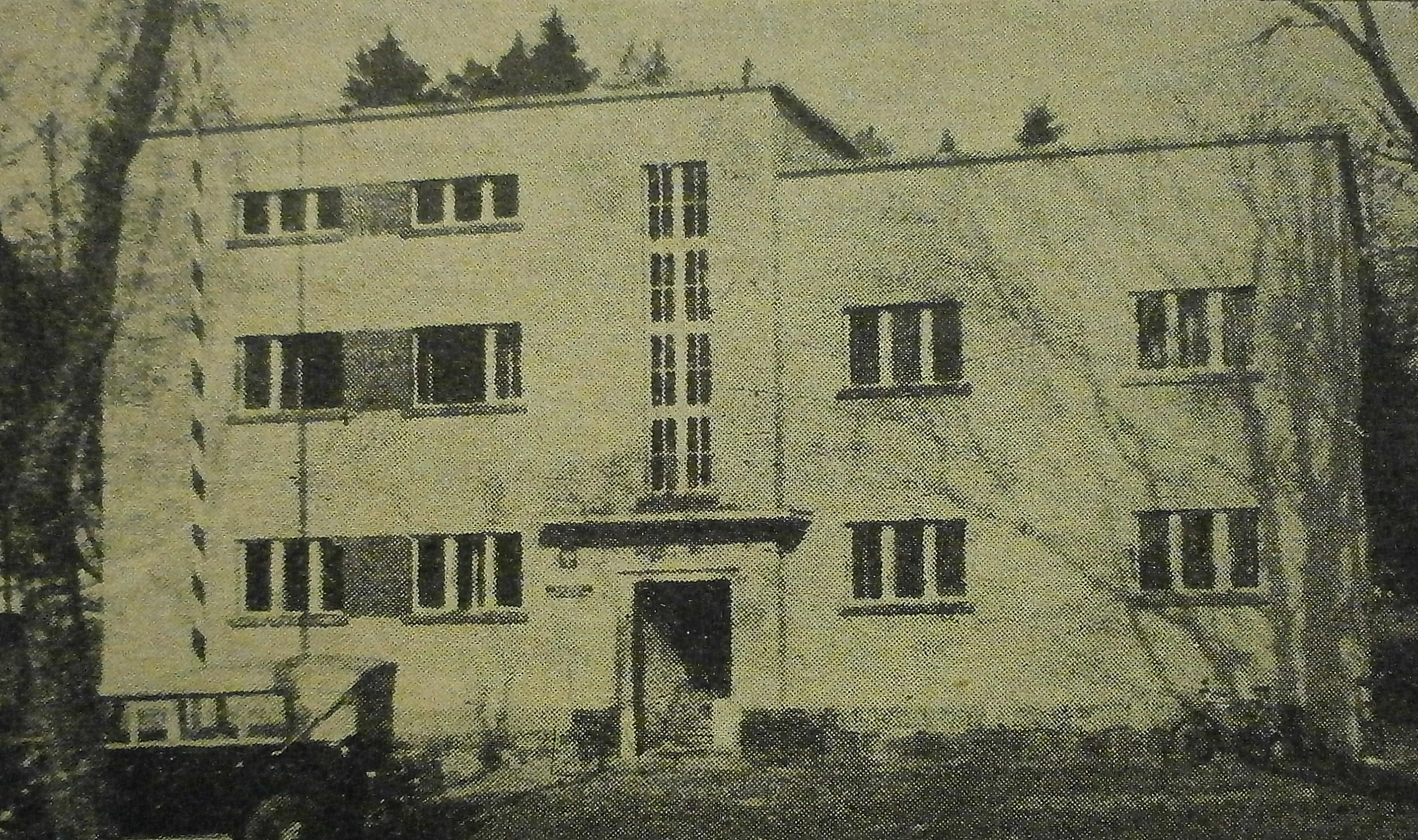
Budynek placówki SG „Chośnica”

Placówka Straży Granicznej I linii „Chośnica” – jednostka organizacyjna Straży Granicznej pełniąca służbę ochronną na granicy państwowej w okresie międzywojennym.

## Geneza
Na wniosek Ministerstwa Skarbu, uchwałą z 10 marca 1920 roku, powołano do życia Straż Celną. Od połowy 1921 roku jednostki Straży Celnej rozpoczęły przejmowanie odcinków granicy od pododdziałów Batalionów Celnych. Proces tworzenia Straży Celnej trwał do końca 1922 roku. Placówki Straży Celnej „Chośnica Leśniczówka” i „Chośnica Folwark” weszły w podporządkowanie komisariatu Straży Celnej „Chośnica” z Inspektoratu SC „Kościerzyna”.

## Formowanie i zmiany organizacyjne
Rozporządzeniem Prezydenta Rzeczypospolitej Polskiej Ignacego Mościckiego z 22 marca 1928 roku, do ochrony północnej, zachodniej i południowej granicy państwa, a w szczególności do ich ochrony celnej, powoływano z dniem 2 kwietnia 1928 roku  Straż Graniczną.
Rozkazem nr 2 z 19 kwietnia 1928 roku w sprawie organizacji Pomorskiego Inspektoratu Okręgowego dowódca Straży Granicznej gen. bryg. Stefan Pasławski określił strukturę organizacyjną komisariatu SG „Sierakowice”. Placówka Straży Granicznej I linii „Chośnica” znalazła się w jego strukturze.
Na bazie podkomisariatu z komisariatu Straży Granicznej „Sierakowice” zorganizowano komisariat Straży Granicznej „Sulęczyn”. Rozkazem nr 12 z 10 stycznia 1930 roku w sprawie reorganizacji Pomorskiego Inspektoratu Okręgowego komendant Straży Granicznej płk Jan Jur-Gorzechowski ustalił organizację komisariatu. Placówka Straży Granicznej I linii „Chośnica” weszła w jego skład.

## Służba graniczna
Placówka ochraniała odcinek granicy państwowej od kamienia granicznego nr 136 do kamienia granicznego nr 179.
Sąsiednie placówki
- placówka Straży Granicznej I linii „Bawarnica” ⇔ placówka Straży Granicznej I linii „Jamno” − 1928[6]